# Okapi (Messer)

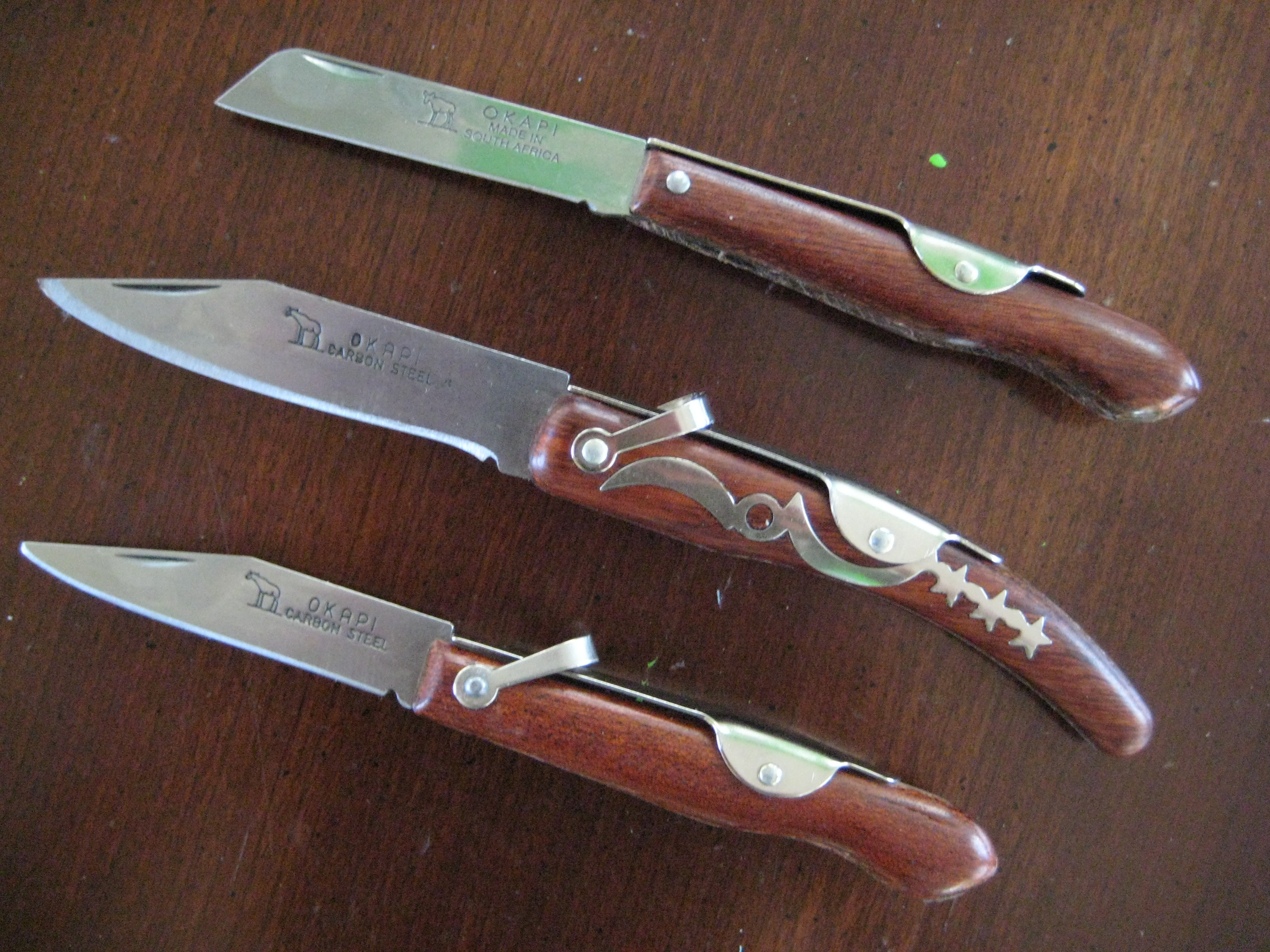
Drei Okapi-Taschenmesser

Das Okapi ist ein Taschenmesser, das von 1902 bis 1987 von der Firma Ernst Gerling aus Solingen für die Deutschen Kolonien und Schutzgebiete produziert wurde und vor allem für den Export nach Afrika gedacht war. Der Name „Okapi“ rührt vom giraffenartigen Tier Okapi her, das gerade erst, zu Beginn des 20. Jahrhunderts, in Belgisch-Kongo entdeckt worden war. Seit 1987 werden die Okapi-Messer in Südafrika hergestellt und waren lange Zeit in Deutschland nicht mehr erhältlich. Einen besonderen Stellenwert hatten Okapi-Messer in den 1960er Jahren in der subkulturellen Rude-boy-Szene Jamaikas als Begleiterscheinung von Jugendkriminalität in den Ghettos vornehmlich der Hauptstadt Kingston.
Die Okapi-Messer wurden aus unlegiertem Stahl (Carbon-Stahl) hergestellt. Die Verriegelung erfolgt über eine Rückenfeder mit Ring. Dabei wird das Messer geschlossen, indem man einen Finger durch den Ring steckt und die Feder anhebt. Hinter dem Klingenende liegt ein gewellter Verriegelungshaken, so dass das Messer bei wieder abgelassener Feder gefahrlos geschlossen werden kann.
Neben dem Okapi-Messer stellte die Firma Ernst Gerling bis zu ihrem Konkurs 1987 weitere Artikel aus gepressten Buchenholzfurnieren wie Tabletts, Schüsseln, Brotschalen und besonders Messergriffe für die eigene Produktion wie auch für andere Stahlwarenfabriken her.

## Weitere deutsche Messer Klassiker
- Hippekniep – klassisches deutsches Taschenmesser
- Mercator-Messer